# Aryan Dutt
Aryan Dutt (* 12. Mai 2003) ist ein niederländischer Cricketspieler, der seit 2021 für die niederländische Nationalmannschaft spielt.

## Aktive Karriere
Dutt gab sein Debüt in der Nationalmannschaft bei einem Drei-Nationen-Turnier in Nepal gegen den Gastgeber im Twenty20-Format. Kurz darauf folgte auch sein ODI-Debüt gegen Schottland. Über das Jahr 2022 konnte er sich im Rahmen der ICC Cricket World Cup Super League 2020–2023 im niederländischen Team etablieren. Beim ICC Cricket World Cup Qualifier 2023 in Simbabwe gelangen ihm im Super-Six-Spiel gegen Oman 3 Wickets für 31 Runs. Bei dem Turnier sicherten sich die Niederlande die Qualifikation für den Cricket World Cup 2023.